# 戴骢
戴骢（1933年1月—2020年2月7日），原名戴际安，江苏苏州人，中国俄语文学翻译家、编辑，主要译著有《金蔷薇》等。

## 生平
1933年生于江苏苏州。祖父和外祖父都是当地的书法家。抗日战争期间，由苏州辗转至重庆求学，在重庆南开中学和南京金陵中学度过了中学时代。1949年夏考入华东军政大学，被第三野战军外语学校召去学习俄语，同年参加解放军。一年后以优异成绩提前毕业，在解放军华东防空司令部任前苏联援华专家翻译。1953年转业到上海的出版界工作，历任上海新文艺出版社、上海文艺出版社、人民文学出版社上海分社俄苏文学及亚非拉文学编辑，上海译文出版社《外国文艺》杂志编辑、编审等职。
1956年开始发表作品。1988年加入中国作家协会。曾用笔名戴骢、戈安、道远等。主要译著《金蔷薇》《哈扎尔辞典》《蒲宁文集》《布尔加科夫文集》《骑兵军》《阿赫玛托娃诗选》《贵族之家》《罗亭》等。
曾获俄罗斯作家协会颁发的高尔基奖章。1987年获新闻出版总署授予的荣誉证书。2005年获中国翻译协会授予的“资深翻译家”荣誉证书。
2020年2月7日在上海逝世，葬礼从简。

## 评价
龚容说，在俄文翻译领域里，戴骢和石枕川素有“南戴北石”之称。